# Rio Whitewater
O Rio Whitewater é um afluente direito do Great Miami River de 163 km ao sul, no sudeste de Indiana e no sudoeste de Ohio, nos Estados Unidos. É formado pela confluência de dois garfos, o West Fork e o East Fork. O nome é um nome impróprio, pois não há água branca verdadeira no rio. No entanto, existem muitas corredeiras devido ao declive acentuado presente - o rio cai em média 1.1 m/km. O gradiente impossibilitou a navegação a montante e, em meados do século XIX, resultou na construção do Canal de Whitewater, paralelamente ao rio, do norte de Connersville, Indiana, até o Rio Ohio.
O West Fork, mostrado como a haste principal do rio em mapas federais, eleva no condado de Randolph, Indiana, aproximadamente 1 milha (1,6 km) a nordeste de Modoc. Flui 69,5 milhas (111,8 km) sul e sudeste, passando por Hagerstown e Connersville, e se junta ao East Fork do rio em Brookville, Indiana.
A bifurcação leste de 91.2 km se eleva no Condado de Darke, Ohio, aproximadamente 10 milhas (16 km) a noroeste de Nova Paris. Ele flui para o sul, através de Richmond, Indiana, e se junta à bifurcação oeste do rio em Brookville, Indiana.
Do cruzamento, Whitewater flui para sudeste em Ohio, onde eventualmente se junta ao rio Miami, um afluente do rio Ohio.
Após problemas contínuos de inundação no East Fork e para ajudar a controlar as inundações no Rio Ohio, o East Fork foi represado pelo Corpo de Engenheiros do Exército dos EUA para criar o Lago Brookville em 1974. Brookville Lake estende 17 milhas (27 km) do sul de Liberty, Indiana, até Brookville.
As cidades e vilas do rio Whitewater (norte a sul) incluem Hagerstown, Cambridge City, Connersville, Laurel, Metamora, Brookville, Harrison (Ohio) e Lawrenceburg . Richmond, Indiana, fica na bifurcação leste do rio Whitewater e é a cidade mais importante do vale do rio, contendo a maior parte da população do vale. A bifurcação oeste do rio é paralelo pela State Road 121 de Connersville a 5 milhas (8 km) a oeste de Brookville, daí pela U.S. Route 52 até o rio Ohio.

## Vale Whitewater
A região ao redor do Rio Whitewater é conhecida como o vale Whitewater. A derretimento da calota de gelo de Wisconsin, iniciada há cerca de 21.000 anos, criou a bacia de Whitewater Valley como a conhecemos hoje. O vale de Whitewater abrange aproximadamente 80 milhas (130 km)   entre Hagerstown, no Condado de Wayne, e Lawrenceburg, no Condado de Dearborn, no rio Ohio. O rio Whitewater e seu vale eram o principal canal de assentamento do sudeste e leste de Indiana, de Cincinnati e Clarksville (em frente a Louisville) no rio Ohio durante a primeira metade do século XIX, antes da construção de ferrovias.
A Indianapolis e a Cincinnati Railroad construíram uma linha conhecida como Whitewater Railroad em 1863-1868 no caminho de reboque do Canal Whitewater, de Hagerstown ao oeste de Cincinnati. Pôs fim à importância comercial do rio e do canal.

## Lazer
O rio hoje é dedicado a usos cênicos e recreativos.
- DeLorme (2000). Indiana Atlas and Gazetteer. DeLorme. [S.l.: s.n.] ISBN 0-89933-319-2.
- DeLorme (2001). Ohio Atlas and Gazetteer. DeLorme. [S.l.: s.n.] ISBN 0-89933-281-1.